# 京成3150形電車

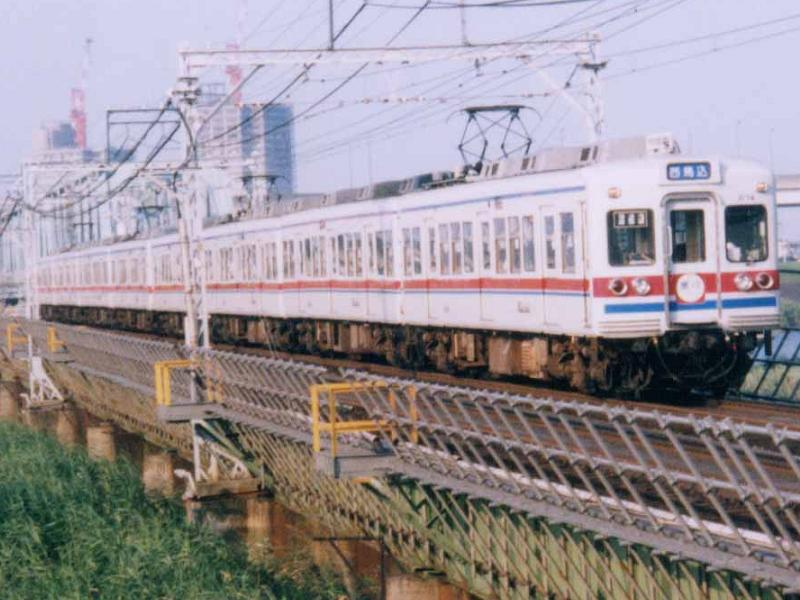
京成電鉄3150形（1995年）

京成3150形電車（けいせい3150がたでんしゃ）は、1963年から2001年まで京成電鉄に在籍していた通勤形電車。
本項では北総開発鉄道（現・北総鉄道）へのリース車である北総開発鉄道7050形電車、および千葉急行電鉄（現・京成千原線）へのリース車（形式変更なし）についても記述する。

## 概要
1963年（昭和38年）2月から11月にかけて3151 - 3194の4両固定編成11本計44両が落成した。3100形と同様の片開き扉車であるが、4両固定編成としたことから、いわゆる「赤電」では初めて運転台を持たない中間電動車が登場した。
1963年11月に落成した3191 - 3194は、特急「開運」号に使用されていた1500形の代替として、セミクロスシート車として登場したが、1972年（昭和47年）のAE形登場に伴い1974年（昭和49年）1月にロングシート化された。
3100形との外観上の相違点は、屋根部分が二重構造（モニター屋根）から個別角型の通風器（ベンチレーター）を設置する構造とされたことで、室内は3100形と共通である。
台車・駆動装置・主電動機は3151 - 3162・3183 - 3194が汽車製造製KS116C台車・TD平行カルダンで東洋電機製造製TDK810/4-Fモーターを装備し、その他の車両は住友金属工業製FS329C台車・WNドライブ・三菱電機製MB-3028-Eモーターを装備した。車両番号の末尾が奇数の車両にC-1000電動空気圧縮機 (CP) ・CLG-319電動発電機 (MG) ・パンタグラフを搭載した。

## 更新前の主な改造・動向・特筆事項等
1969年（昭和44年）9月、3187 - 3190の前面および側面に試験的に種別・行先表示器が設置された。同年末以降に落成した3300形2次車で本格的に採用されたほか、1970年（昭和45年）には3151 - 3170にも設置された。当形式に関しては種別・行先表示器の設置は全車に及ばず、本項では3151 - 3170・3187 - 3190を「方向幕車」と呼称する。その時期と前後して、全編成の中間車奇数号車の成田方に両開広幅ステンレス製無塗装貫通扉が設置された。
1980年（昭和55年）5月から1981年（昭和56年）9月にかけて車体塗装がツートンカラーからファイアーオレンジ一色に変更され、それとほぼ同時期に「方向幕車」の字幕が白地に黒文字から青地に白文字に変更された。

## 更新および冷房搭載
1983年（昭和58年）4月以降、3167 - 3170を最初に更新と京成初の非冷房車の冷房装置搭載が施工された。
従来の更新修繕は腐食箇所の修繕と内装材の張り替えがメインであったが、3150形では冷房搭載の他、外観・室内ともに一新した。
- 各車のベンチレーターを撤去し、3600形M1車（パンタグラフ設置の中間電動車）と同様の分散式冷房装置を搭載した。
- 前面スタイルは3600形に準じ前照灯・尾灯を腰部に配し、上部中央に行先表示器（3600形同様の20コマタイプ）、上部左右に急行灯を配した。なお、前面の種別表示器は新設したステンレス製貫通扉窓下に窓を設け、内部より従来の種別表示板を表示する方式とした。
- 室内は従来の「赤電」のイメージを一新し、電球色をイメージしたイエロー系クリーム色の化粧板にワインレッドの座席モケット、床材の色はグリーンとされ、3500形に近い配色になった。暖房器も反射形ヒーターに変更され、座席下の蹴込み板もステンレス製に交換されるなど、室内のほとんどが無塗装化された。冷房搭載にともない天井のファンデリア（換気扇）は全て撤去され、補助送風機として東芝製首振扇風機を設置した。この形式のみ乗務員室後部にも扇風機が設置されている(他の形式では設置されていない。また3500形ではドア付近にあるが本形式では3人掛シート付近に設置されている。いずれも設置は冷房ダクト内で国鉄103系電車の冷房車に類似する形態である)。
- 電動車ユニット間連結部の貫通路を狭幅とし、連結器を棒連結器から密着自動連結器に交換したことにより、2両単位での分割や4・6・8両編成への組み替えが可能になった[注 1]。また、奇数号車にステンレス製貫通扉が新設され、ユニット間の妻窓は廃止された。なお、乗務員室仕切り扉は従来の再用品で、化粧板色に合わせクリーム色に塗装された。
- 冷房化に伴いMGの大容量化が行われ、5.5kVAのCLG-319から、3500形で使用されている75kVAのCLG-355Bに交換した。

更新は「方向幕車」から行われ、1984年（昭和59年）6月出場の3153 - 3154ユニットを最後に「方向幕車」の更新を完了した。1984年7月に出場した3183 - 3184からは行先表示器未設置の車両への施工となった。同年8月出場の3185 - 3186から、扇風機軸と吊り革支え軸が鋼製白塗装タイプからアルミ製無塗装タイプに変更された。1985年（昭和60年）6月に3174 - 3173が出場したことで当形式全車の更新が終了した。
前面レイアウトや室内配色などは、後の3200形・3300形更新車でもマイナーチェンジをした上で引き継がれた。

## 更新後の主な改造・動向・特筆事項等
1988年（昭和63年）5月末には、3163 - 3164ユニットがVVVFインバータ制御改造車の3200形3294編成と連結し、6連混結試運転を実施したが、同ユニットの混結での営業運転の実績はなかった。その後1989年（平成元年）6月から7月にかけて上野方から3294 - 3291+3188 - 3187という混結6連を組成し、営業運転に使用された。3150形と3200形VVVFインバータ車混結の営業運転はこれが唯一の事例であった。
1989年4月末から5月末にかけて、3200形更新出場直後の3297 - 3298が3158編成と組成され、上野方から3298 - 3297+3158 - 3155の順に組成した混結6連が見られた。
1991年（平成3年）3月以降本格的に京成車による京浜急行電鉄への直通運転が開始されたが、当形式は先頭台車にモーターを装着しているため、1995年（平成7年）頃まで頻繁に京急直通運用に充当された。1991年3月から1995年3月まで平日夜間に設定されていた京急久里浜線三崎口までの直通運用には当初はかなり高い割合で充当されていたが、高速域の加速性能が向上した3700形や3400形の増備が進行するとこの運用への充当は少なくなったものの、稀に本形式や3300形も充当された。ただし、最終日の1995年3月31日には現行塗装に変更（後述）された当形式の8両編成が充当された（1991年のこの列車の運行開始日には3200形の8両が充当された）。1993年（平成5年）4月1日には京急空港線羽田駅（現・天空橋駅）が開業し、都や京成の車両も同線に乗り入れるようになったが、当時同線には6両編成までしか入線できなかったことから、京成車両は本形式も充当された。
1991年7月から1992年（平成4年）11月にかけて、運転台の主幹制御器が交換されたほか、3151 - 3154・3161 - 3162・3183 - 3186については、モーターをTDK810/4-FからTDK8100-Aに交換、他の東洋電機製造製モーターを装備する車両についても3155 - 3156を除き同一新品 (TDK810/4-F) に交換された。
1993年（平成5年）6月、3170編成が3200形8M車試験塗装車以外の車両で初めてファイアーオレンジから現行標準色のライトグレーベースにレッド・ブルー帯へ変更された。
以後、定期検査時に塗装変更が行われ、1995年4月上旬時点では3158 - 3155+3190 - 3187の8両が、「赤電」最後のファイアーオレンジ塗装車として8両編成を組んでいた。同年4月下旬に3190編成が塗装変更のため入場し、5月中旬に出場した。3158編成は入場直前まで塗装変更済みの3178編成を成田空港方に連結し、短期間、新旧塗装混結8両編成として引き続き営業運転に使用されたが、5月中旬に塗装変更のために入場し、6月上旬に出場した。これをもって「赤電」の塗装変更は全車完了した。
京成では前面種別表示器のない車両において、普通運用の場合、前面種別表示板は無表示（赤無地）であったが、1995年7月より3500形と同様に当形式も小文字併用英字表記を追加した「普通 Local」と表記した種別表示板を掲出するようになった。
また、3700形の東急車輛製造（現事業：総合車両製作所横浜事業所）から宗吾車両基地への搬入にも当形式が使用された事例がある。
当形式で使用されていた冷房装置は長野電鉄に譲渡されたものもある。

## リースによる除籍および廃車
1995年9月、3166編成と3170編成が社名表記プレートと帯色のレッド部分をダークブルーへ変更の上、北総開発鉄道にリースされることになり、7050形7054 - 7051・7058 - 7055と改番され、7058 - 7055+7054 - 7051の8両編成に組成され運用された。これにより、8両固定編成の7168編成を置き換えた。
1996年（平成8年）4月には3158 - 3157を車両番号はそのままで千葉急行にリースされた。その際に帯のレッド・ブルー部分を反転し、社名表記を変更した。同時にリースされた3121 - 3122と混結され、上野方から3158 - 3157 - 3122 - 3121の4両編成を組成した。3150形と3100形の混結は両形式の冷房搭載後では初の事例となった。3157 - 3158の他形式混結は、1989年4月から5月までの3200形3297 - 3298以来7年ぶりであった。「赤電」で冷房搭載後、2形式以上の他形式混結実績のある車両は、この3157-3158ユニットのみである。
1997年（平成9年）6月上旬には、3100形3128編成に代わって3154編成が千葉急行にリースされた。
1998年（平成10年）2月上旬に3174編成と3186編成が北総にリースされ、7050形7064 - 7061・7068 - 7065と改番の上、7068 - 7065+7064 - 7061の8両編成に組成され運用された。これで7150形（旧・京急1000形初期車。ただし同形式はリースではなく正式な譲渡であった）はすべて廃車された。この編成のみ薄青帯が使用されていたが、以後のリース車には踏襲されなかった。
1998年3月末に3156 - 3155が3150形で初めて廃車・解体されたほか、千葉急行にリースされていた3158 - 3157が京成に返却され、そのまま廃車・解体された。3158 - 3157の代替として3162 - 3161が京成標準色のまま千葉急行にリースされ、3122 - 3121と混結して3162 - 3161 - 3122 - 3121の4両編成を組成した。
1998年10月に千葉急行が会社解散したため、3154編成および3162 - 3121編成が京成に返却されて継続使用された。3162 - 3161以外は帯色も千葉急行仕様のまま（社名表記のみ消去）使用されたが、3122 - 3121は1998年12月に、3154編成は1999年2月までにそれぞれ廃車された。京成標準色の3162 - 3161は3160 - 3159と組成し本来の3162 - 3159編成に戻された。また、同じ時期には3178編成を北総へリースし7050形7074 - 7071と改番され、同時に入れ替わりとして3170編成を改番した7058編成が京成に返却されて廃車・解体された。以後、7050形は検査切れ→返却の上廃車、代替車補充という流れとなり、検査切れ廃車が発生すると新たに他の3150形をリースさせて代替されるようになった。
2000年2月には「開運」号に使用されていた3194編成が廃車・解体された。続いて同年3月には3182編成と3190編成が7084 - 7081と7088 - 7085へ改番の上北総にリースされた。同時に3186編成と3174編成を改番した7068編成と7064編成が京成に返却されて、廃車・解体された。2000年4月以降、3150形は3162編成4両編成1本のみが京成電鉄での在籍車となった。この編成も2001年（平成13年）5月に北総へリースすることになり7094 - 7091と改番の上、3178編成を改番した7074編成の代替となった。これにより3150形は京成車としては形式消滅となり、返却された7074編成は廃車・解体された。
7050形の検査切れにともなう代替車はリース車で充当されることになるが、京急側の要望もあって次期リース車は3200形ではなく北総7300形と同一設計の3700形が選定され、2003年（平成15年）2月より3808編成改め7808編成がリースされることになった。これにより7094+7054編成（旧 京成3162+3166編成）が返却・廃車され、7050形は7088 - 7081の8両編成1本を残すのみとなった。
なお、3808編成をリース車として捻出するにあたり3000形3001編成が8両編成で落成したが、3000形導入を待った上で7808編成をリースさせると7094 - 7051編成の検査期限が切れてしまうので、2002年6月から約2か月間3400形3408編成を暫定的にリースし、休車措置とした上で検査期限を延ばしていた。
最後に残った7088 - 7081編成も検査期限までに代替されることになるが、2003年12月に3200形の3224 - 3221と3236 - 3233を7250形7258 - 7251と改番の上リースされることになり、同年12月23日に、印西牧の原 - 矢切間でさよなら運転を行い、京成に返却・廃車され、3150形はリース車を含め全廃となった。その後2004年（平成16年）1月には7088編成と同じく京成最後の75kW主電動機搭載車で6両編成を組成していた3209・3210・3201 - 3204が営業運転を終了し、旧3000形以来のオール電動車編成は消滅した。